# 에스타디오 파라케 마라카나
에스타디오 파라케 마라카나(스페인어: Estadio Parque Maracaná)는 우루과이 몬테비데오주에 위치한 축구장이다. CA 렌티스타스의 홈구장으로, 수용 인원은 8,000명이며, CA 세리토의 홈경기장이다. 2008년 9월 20일 토요일에 개장했다.